# فرد بيكر (لاعب كرة قدم أمريكية)
فرد بيكر (بالإنجليزية: Fred Becker)‏ هو لاعب كرة قدم أمريكية أمريكي، ولد في 6 نوفمبر 1895 في واترلو في الولايات المتحدة، وتوفي في 18 يوليو 1918.